# Kneehill County
Kneehill County è un distretto municipale che si trova nell'Alberta centrale, in Canada.

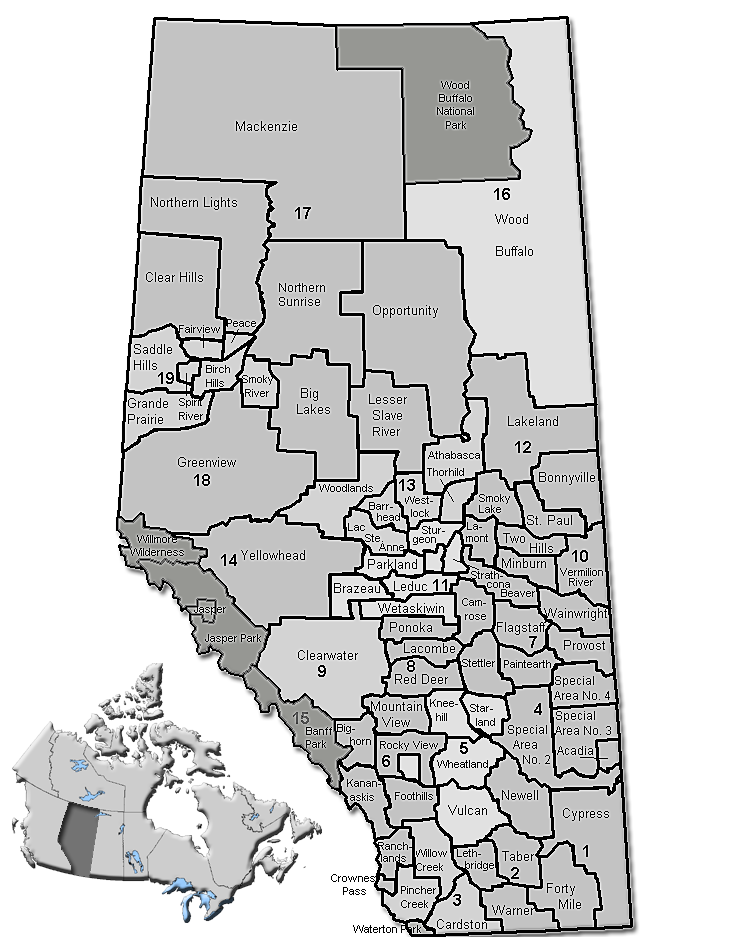
Kneehill County

La zona si estende per 814.653 acri e su di essa si trovano 5.319 persone(Statistics Canada 2001 Census). La presenza di petrolio e gas naturali nella regione ha favorito lo sviluppo di alcune industrie.

## Demografia
Durante il 2006, la popolazione di Kneehill County  è diminuita del 1.9% rispetto al 2001.

## Comunità
I seguenti comuni si trovano nella zona:
Città
- Three Hills (Sede comunale)
- Trochu

Villaggi
- Acme
- Carbon
- Linden

Borgate
- Bircham
- Hesketh
- Huxley
- Sunnyslope
- Swalwell - Villaggio declassato a borgata nel 1946
- Torrington - Villaggio declassato a borgata nel 1997
- Wimborne